# Präfekturuniversität Yamanashi

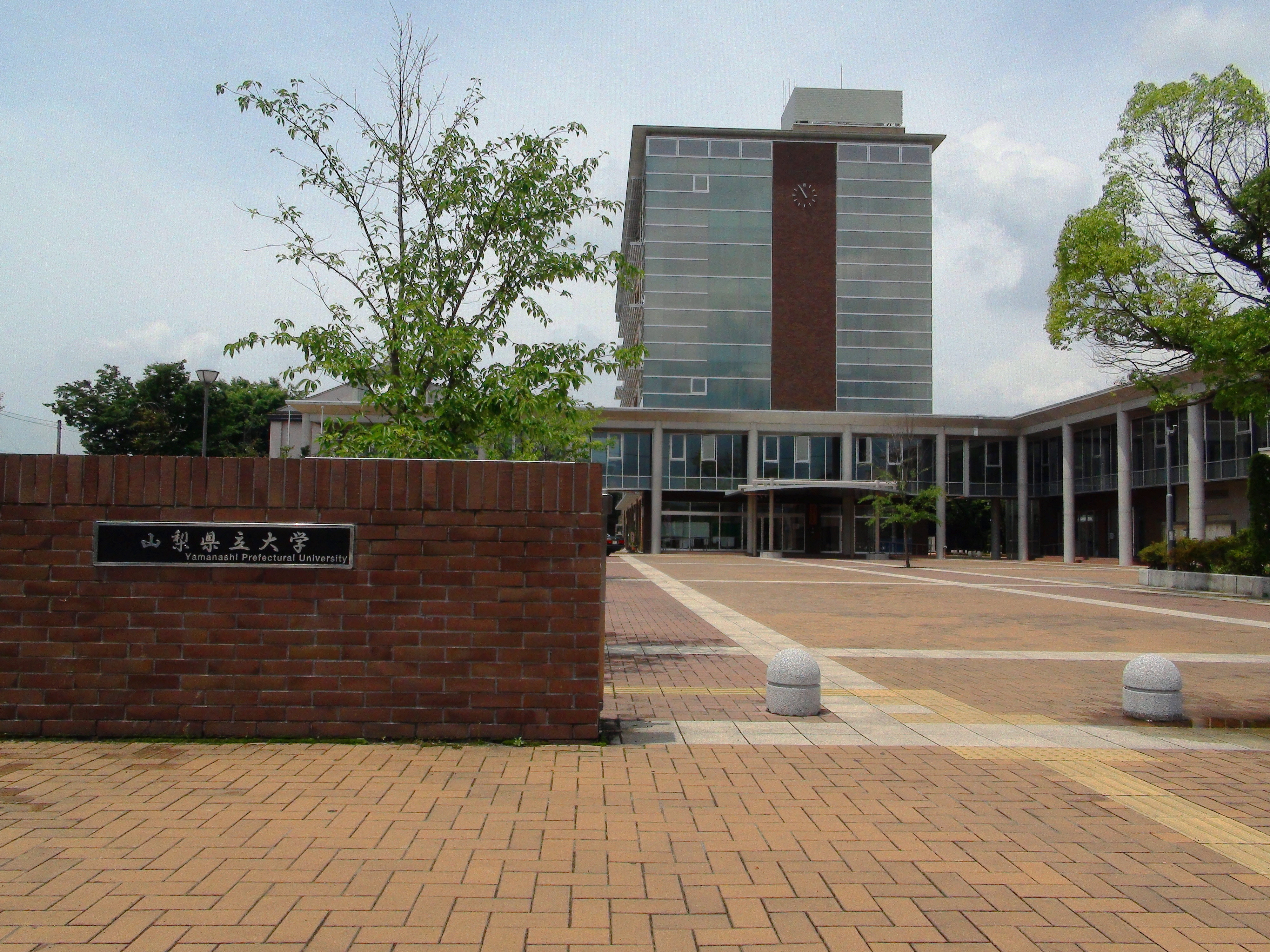
Iida-Campus (2010)

Die Präfekturuniversität Yamanashi (japanisch 山梨県立大学 Yamanashi-kenritsu daigaku; engl. Yamanashi Prefectural University, kurz: YPU) ist eine öffentliche Universität in Japan. Der Hauptcampus liegt in Kōfu in der Präfektur Yamanashi.

## Geschichte
Gegründet wurde die Universität 2005 durch den Zusammenschluss der zwei präfekturalen Hochschulen: die Präfekturuniversität für Pflegewissenschaft Yamanashi (山梨県立看護大学 Yamanashi-kenritsu kango daigaku) und die Präfekturale Kurzuniversität für Frauen Yamanashi (山梨県立女子短期大学, Yamanashi-kenritsu joshi tanki daigaku).
Die Präfekturuniversität für Pflegewissenschaft Yamanashi wurde 1953 als Präfekturale Höhere Krankenpflegeschule Yamanashi (山梨県立高等看護学院 Yamanashi-kenritsu kōtō kango gakuin) gegründet. 1995 entwickelte sie sich zur Präfekturalen Kurzuniversität für Pflegewissenschaft Yamanashi, 1998 dann zur 4-jährigen Präfekturuniversität für Pflegewissenschaft Yamanashi. 2002 richtete sie die Graduiertenschule (Masterstudiengang). Ihr Campus war heute der Ikeda-Campus.
Die Präfekturale Kurzuniversität für Frauen Yamanashi wurde 1966 gegründet, mit drei Abteilungen (Japanische Literatur, Hauswirtschaft und Vorschulpädagogik). 1990 richtete sie die Abteilung für Internationale Wissenschaft ein. Ihr Campus war heute der Iida-Campus.

## Fakultäten
- Iida-Campus (in Kōfu, Präfektur Yamanashi, 35° 39′ 49,5″ N, 138° 33′ 21,1″ OKoordinaten: 35° 39′ 49,5″ N, 138° 33′ 21,1″ O):
  - Fakultät für Global Policy Management and Communications
  - Fakultät für Human- und Wohlfahrtswissenschaften

- Ikeda-Campus (in Kōfu, Präfektur Yamanashi, 35° 40′ 17,1″ N, 138° 32′ 45,3″ O):
  - Fakultät für Pflegewissenschaft